# Šahovska olimpijada 1954.
11. Šahovska olimpijada održana je 1954. u Nizozemskoj. Grad domaćin bio je Amsterdam.

## Poredak osvajača odličja
| Mj. | Država      | Bodova | Igrači |
| --- | ----------- | ------ | ------ |
| 1.  | SSSR        | 34,0   |        |
| 2.  | Argentina   | 27,0   |        |
| 3.  | Jugoslavija | 26,5   |        |

| Pobjednici        |
| ----------------- |
| SSSR Drugi naslov |